# 新旭ケ丘
新旭ケ丘（しんあさひがおか）は、奈良県生駒市の町名。住居表示実施済み。郵便番号630-0253。

## 地理
生駒市中部に位置し、北に山崎町、東旭ケ丘、西に緑ケ丘、東に中菜畑と接している。

## 歴史
元は水はけの良い丘陵地。昭和30年代から住宅地として開発された。

### 沿革
- 1969年（昭和44年） - 生駒町山崎、菜畑から分離し、生駒町新旭ケ丘が成立[7]。
- 1971年（昭和46年） - 生駒市新旭ケ丘となる[7]。

## 世帯数と人口
2020年（令和2年）10月1日現在の世帯数と人口は以下の通りである。
| 町丁     | 世帯数  | 人口  |
| -------- | ------- | ----- |
| 新旭ケ丘 | 352世帯 | 781人 |

### 人口の変遷
国勢調査による人口の推移。
| 1995年（平成7年）  | 828人 | [ 8 ]  |  |
| 2000年（平成12年） | 793人 | [ 9 ]  |  |
| 2005年（平成17年） | 819人 | [ 10 ] |  |
| 2010年（平成22年） | 796人 | [ 11 ] |  |
| 2015年（平成27年） | 751人 | [ 12 ] |  |

### 世帯数の変遷
国勢調査による世帯数の推移。
| 1995年（平成7年）  | 293世帯 | [ 8 ]  |  |
| 2000年（平成12年） | 276世帯 | [ 9 ]  |  |
| 2005年（平成17年） | 292世帯 | [ 10 ] |  |
| 2010年（平成22年） | 306世帯 | [ 11 ] |  |
| 2015年（平成27年） | 304世帯 | [ 12 ] |  |

## 事業所
2016年（平成28年）現在の経済センサス調査による事業所数と従業員数は以下の通りである。
| 町丁     | 事業所数 | 従業員数 |
| -------- | -------- | -------- |
| 新旭ケ丘 | 7事業所  | 29人     |

## 交通

### バス
- 奈良交通
  - 旭ヶ丘線

### 道路
- 国道168号

## 施設
- 安楽寺